# لوته انترتینمنت
لوته اینترتینمنت (کره‌ای: 롯데 엔터테인먼트) شرکت فیلم‌سازی کره‌ای است، که در سال ۲۰۰۳ توسط شرکت لوته تأسیس شد.